# Кюринское ханство
Кюринское ханство (лезг. Куьредин ханвал) — государственное образование, существовавшее с 1812 по 1865 годы в Южном Дагестане (в историческом контексте Кюра — Средний Дагестан).

## География

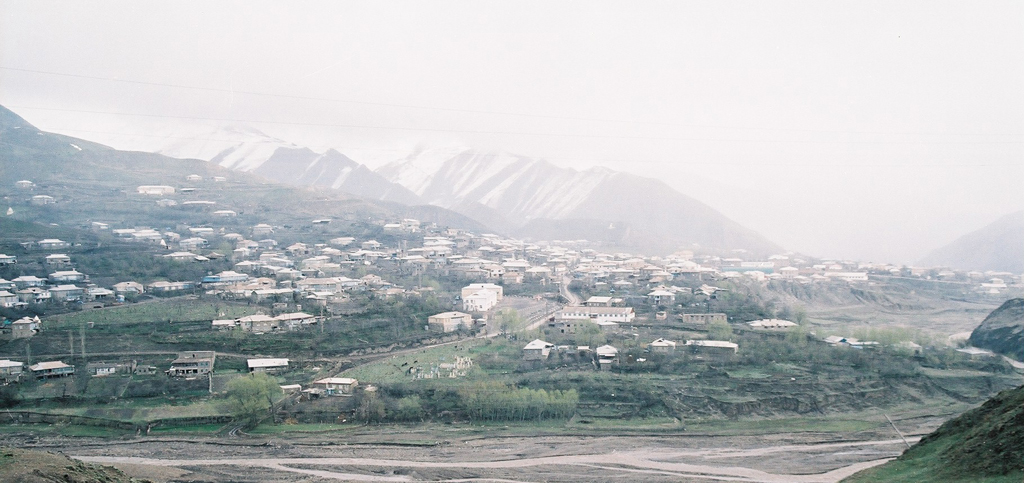
Столица Кюринского ханства — село Курах в наши дни

Кюринское ханство располагалось преимущественно на историко-географической области Кюра. Включало в себя Кюринскую плоскость, часть территории Курахского, Агульского и Ричинского союзов сельских обществ. Ныне на территории бывшего Кюринского ханства располагаются муниципальные образования: Хивский, Агульский, Курахский,Магарамкентский и Сулейман-Стальский районы.
На юге пределы Кюринского ханства выходили к Кубинскому ханству вдоль направления реки Самур. На юго-западе ханство граничило по вершине Самурского хребта с Алтыпаринским и Ахтыпаринским вольными обществами, а также с Рутульским бекством. На западе и севере Кюринское ханство граничило с Казикумухским. На северо-востоке с Табасаранским масумством. На востоке Кюринское ханство граничило с Дербентским. Основными реками в ханстве были Чирагчай и Курах, при слиянии в селе Касум-Кент, образующие реку Гюльгерычай.

## История
До образование Кюринского ханства, на территории Южного Дагестана почти полностью отсутствовала феодальная собственность на землю и лезгинское население Кюры объеденялись в союзы сельских общин (вольные общества), и не имели над собой верховной власти (ханов, беков). До ханов селения управлялись старшинами, избиравшимися обществом.
Кюра изначально состоял из вольных обществ. Это были следующие лезгинские общества: Котуркюринский, Чилейский, Кабирский, Ахмарлинский, Курахский, Картасский, Гюнейский, Стал-чиле и Гюгджейский. 
Так описывает вольность лезгин известный советский этнограф – кавказовед, А. Н. Генко: 
...они представляют собой однородную в социальном отношении массу. Даже ханской власти у них по-настоящему не было никакой.
В 1791 году казикумухский правитель Сурхай-хан II присоединил Кюру к Казикумухскому ханству и с этого момента ханство стало официально называться Кюра-Газикумухским ханством. В состав Кюринского ханства вошел Курах, который стал столицей ханства. Местное крестьянство испытывало гнёт со стороны казикумухских владетелей, и часто организовывало восстания. В конце 1811 года Шейхали-хан Кубинский и Сурхай-хан, возобновили действия против русских, двинулись на Кубу. Против Шейхали хана и Нухбека, сына Сурхай-хана, в Курах выступил русский отряд.
15 декабря 1811 года русские войска штурмом взяли Курах и Сурхай-хан бежал в Кази-кумух. Изгнание Сурхай-хана было воспринято в Кюре как освобождение. Управление в Кюре на особых условиях было поручено Асланбеку, непримиримому врагу своего дяди Сурхай-хана. После ухода русских войск из Кюры Сурхай-хан решил вернуть себе её. Местные жители выступили против отряда Сурхая. Им на помощь пришел русский отряд во главе с генерал-майором Хатунцевым. Сурхай-хан понес тяжелые потери и вынужден был отступить. В 1812 году царское правительство официально признало Кюринское ханство, в которое вошли вся Кюринская плоскость, территория Курахского, Кошанского, Агульского и Ричинского союзов сельских обществ. Правителем ханства был назначен Асланбек. 23 января 1812 года царское правительство подписало с кюринским ханом дополнительные условия, по которым в селе Курах располагался гарнизон царских войск из двух батальонов пехоты и сотни казаков для защиты кюринского владения. Хан обязывался всеми мерами стараться привести в покорность Российской империи соседние вольные общества. 12 июля 1820 году власть над Казикумухским ханством, захваченным русскими войсками, была передана к Кюринскому хану Аслан-хану. В том же году в состав ханства вошли сёла Кошанского союза сельских обществ. В 1839 году Казикумухское ханство было выведено из-под власти Кюринского хана. В 1846 году ханство было включено в состав Дербентской губернии. В 1838—1839 годах кюринцы приняли участие в Кубинском восстании. В 1842 году при подходе сил имама Шамиля к Кази-Кумуху, Кюринский хан Гарун-бек перешёл на сторону имама, сдав ему крепость с гарнизоном и боеприпасами. Сам Гарун-бек был отправлен Шамилём в Курах, а его сын Аббас-бек был взят в аманаты. После ухода мюридов, русский отряд под командованием полковника Заливкина арестовал Гарун-бека, и отправил его в Тифлис. Ханом Кюринского ханства был назначен его брат Юсуф-бек.

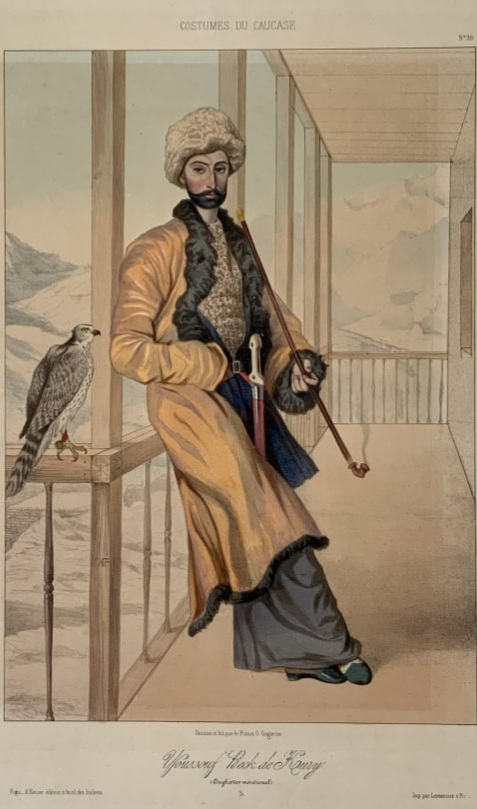
Юсуф-бек хан Кюринский

В 1847 Гарун-бек вновь управляет ханством, однако его правление продлилось лишь год. Затем, с 1848 до самого конца существования Кюринского ханства в 1864 году им вновь правил Юсуф-бек. Последний хан отличался корыстолюбием, жестокостью, пренебрежительным отношением к своим подданным, чем и настроил народ ханства против себя, из-за чего ханство было ликвидировано, а на его месте образован Кюринский округ Дагестанской области. В начале 1865 года Кюринское ханство было ликвидировано как политическое образование, а на его месте был образован Кюринский округ, включённый в состав Дагестанской области.

## Население
Население Кюринского ханства состояло в основном из лезгин и агулов. Всё население придерживалось Ислама суннитского толка. Население ханства оценивалось в 5000 дворов.

В своём сочинении военный историк Платон Зубов писал следующее: 
Всех жителей в Куринской области не будет и 10,000 человек, но зато они отличные наездники и считаются в числе лучших воинов в Дагестане..

## Социально-политическое устройство
До Аслан-хана (ставленника российской царской администрацией)  в Кюринском ханстве не было беков.
Кюринское ханство представляло собой монархическое государственное образование постфеодального типа. Ханская власть опиралась на местных знатных лиц — беков, составлявших своеобразное дворянство. Во власти беков находилось 14367 десятин земли. Площадь ханских земель составляла 30 тысяч десятин. Хан имел право назначать наибов по своему усмотрению. Уголовные дела в ханстве разбирались русским военным судом, все остальные дела разбирались по усмотрению хана по местным законам и адатам.

## Правители
Ханы Кюринского ханства:
- Аслан-хан (1812—1835)
- Нуцал-хан (1835—1836)
- Магомед-Мирза (1836—1838)
- Гарунбек (1838—1842; 1847—1848)
- Юсуф-бек (1842—1847; 1848—1864)